# Janusz Majewski (regista)
Janusz Marian Majewski, noto anche con lo pseudonimo di Patrick G. Clark (Leopoli, 5 agosto 1931 – Varsavia, 10 gennaio 2024), è stato un regista e sceneggiatore polacco.
Fu uno dei più noti rappresentanti del Trzecie Kino Polskie (lett. "Terzo Cinema Polacco"), un movimento generazionale che a partire dagli anni sessanta si distaccò, in vario modo, dai temi storici e politici dei cineasti precedenti. Janusz Majewski è noto soprattutto per i suoi adattamenti di opere letterarie realizzati tra la fine degli anni sessanta e gli anni settanta, come Awatar, czyli zamiana dusz e Ja gore

## Biografia
Janusz Majewski nacque a Lwów il 5 agosto 1931. Finita la seconda guerra mondiale, la famiglia Majewski si trasferì a Cracovia. Dopo essersi laureato nel 1955 al Politecnico Tadeusz Kościuszko di Cracovia, frequentò la Scuola nazionale di cinema, televisione e teatro Leon Schiller di Łódź a partire dal 1958, conseguendo il diploma nel 1960. Dal 1969 al 1991 fu docente presso lo stesso istituto.
La carriera cinematografica di Majewski ebbe inizio collaborando con il regista Antoni Bohdziewicz. I suoi primi lavori da regista furono dei cortometraggi. Dopo un'esperienza televisiva, nel 1966 dirisse Sublokator, il suo primo lungometraggio cinematografico, che gli valse il Premio FIPRESCI al Festival Internazionale del Cinema di Mannheim. Nel 1970 diresse il film Lokis, che gli fece vincere la Medaglia d'Oro alla Mostra internazionale d'arte cinematografica.
Morì a Varsavia il 10 gennaio 2024 all'età di 92 anni.

## Filmografia parziale

### Attore
- Il treno della notte (Pociag), regia di Jerzy Kawalerowicz (1959) - non accreditato
- Lekcja martwego jezyka, regia di Janusz Majewski (1979) - non accreditato
- C.K. Dezerterzy, regia di Janusz Majewski (1986) - non accreditato
- Kapital, czyli jak zrobic pieniadze w Polsce, regia di Feliks Falk (1990)
- Black Mercedes (Czarny mercedes), regia di Janusz Majewski (2019)

### Regista

#### Cinema
- Fotografia - cortometraggio (1957)
- Nadziei za dwadziescia zlotych (1957)
- Usmiech bez sensu - cortometraggio (1957)
- Rondo - cortometraggio (1958)
- Most - cortometraggio (1960)
- Kapelusz - cortometraggio (1961)
- Róza - cortometraggio (1962)
- Sziptal'' - cortometraggio (1962)
- Album Fleischera - cortometraggio (1963)
- Opus jazz - cortometraggio (1963)
- Jazz in Poland (1964)
- Pojedynek - cortometraggio (1964)
- Sublokator (1966)
- Zbrodniarz, który ukradl zbrodnie (1969)
- Lokis. Rekopis profesora Wittembacha (1970)
- Zazdrosc i medycyna (1973)
- Hotel Pacific (Zaklęte rewiry, 1975)
- Sprawa Gorgonowej (1977)
- Lekcja martwego jezyka (1979)
- Slona róza (1983)
- Epitafium dla Barbary Radziwillówny (1983)
- C.K. Dezerterzy (1986)
- Czarny wawóz (1989)
- Do widzenia wczoraj, co-diretto con Péter Bacsó (1993)
- Diabelska edukacja - cortometraggio (1995)
- Erotic Tales Volume 3, co-diretto con Nicolas Roeg e Cinzia TH Torrini (1995)
- Zloto dezerterów (1998)
- Po sezonie (2005)
- Mala matura 1947 (2010)
- Excentrycy, czyli po słonecznej stronie ulicy (2015)
- Black Mercedes (Czarny mercedes, 2019)

#### Televisione
- Teatr Telewizji - serie TV, 7 episodi (1961-2008)
- Pierwszy pawilon - film TV (1968)
- Awatar, czyli zamiana dusz - film TV (1964)
- Blekitny pokój - film TV (1965)
- Czarna suknia - film TV (1967)
- Ja gore! - film TV (1968)
- Docent H. - cortometraggio TV (1968)
- Wenus z Ille - film TV (1969)
- Urzad - film TV (1969)
- Okno zabite deskami - film TV (1971)
- Theatre Macabre - serie TV, episodi 1x08-1x12-1x24 (1971-1972)
- Markheim - cortometraggio TV (1972)
- System - film TV (1972)
- Wspolniczka - film TV (1973)
- Stracona noc - film TV (1974)
- Królowa Bona - serie TV, 12 episodi (1980-1982)
- Mrzonka - film TV (1985)
- Napoléon et l'Europe - serie TV, episodio 1x05 (1991)
- Erotic Tales - serie TV, episodi sconosciuti (1996)
- Bar Atlantic - serie TV, 13 episodi (1996-1997)
- Siedlisko - serie TV, 9 episodi (1999)
- Milosc w przejsciu podziemnym - film TV (2007)